# Hyde Park (Tampa)
Pour les articles homonymes, voir Hyde Park (homonymie).
Hyde Park est un quartier historique de Tampa (Floride).

## Histoire
En 1886 , O.H. Platt originaire de Hyde Park (Chicago), acheta 8 hectares à l'ouest du fleuve Hillsborough et appela le secteur Hyde Park.
Deux ans plus tard, Henry Bradley Plant, un homme d'affaires, lança un projet pour développer un port d'attache pour ses bateaux reliant Cuba où une de ses lignes de chemins de fer avait son terminus ainsi que la construction d'un hôtel gigantesque pour accueillir les visiteurs cherchant le climat doux de la région. Le village de Tampa connut alors une forte augmentation de la population et pour soutenir ce développement, la municipalité prolongea Lafayette Street (maintenant Kennedy) vers l'ouest et construisit un pont en 1888 pour traverser le fleuve Hillsborough vers ce qui sera le quartier de Hyde Park.
De nombreuses demeures apparurent mais la Grande Dépression de 1929 arrêta ce développement. Après la dépression, comme dans le reste du pays, les maisons se firent plus petites.  
| Maisons du quartier d'Hyde Park |
| ------------------------------- |